# Ninja Tune
Ninja Tune este o casă de discuri independentă din Marea Britanie fondată de DJ-ii Matt Black și Jonathan More – cunoscuți și sub numele de Coldcut – al cărei manager este Peter Quicke. Ninja Tune a fost una dintre primele case de discuri din Marea Britanie care a adoptat și lansat constant, încă din anii 1990, compozitori de noi genuri de muzică electronică și artiști notabili din sfera hip-hop și breakbeat. 
În prezent, casa de discuri Ninja Tune, lansează muzică variată și distribuie și alte materiale audio ale altor case de discuri precum Big Dada, Brainfeeder, Werkdiscs, Motion Audio și Counter Records.

## Istorie
Inspirați de vizita lor în Japonia, în anul 1990, Matt Black și Jonathan More (Coldcut) au creat casa de discuri Ninja Tune în primul pentru a lansa muzică underground fără restricțiile ce pun presiune pe artiști la marile case de discuri. În 1994, Mixmaster Morris l-a prezentat pe Matt Black grupului Openmind – un grup de DJ și designeri din Camberwell – grup din care făcea parte și Kevin Foakes cunoscut și ca Strictly Kev din proiectul muzical DJ Food. După rebranding-ul companiei, Strictly Kev a fost angajat de către Ninja Tune în calitate de designer consultant global.

## Solid Steel
Înaintea casei de discuri Ninja Tune, în 1988, Matt Black și Jonathan More erau realizatorii unei emisiuni radio denumită Solid Steel. Ceea ce a început inițial ca o emisiune pe un post de radio, pe atunci pirat, Kiss FM, a devenit un podcast săptămânal și totodată numele unei serii de evenimente de club, ce aducea pe scenă talentul unor actuali artiști Ninja Tune. De asemenea, o serie de mix-uri lansate de casa de discuri poartă denumirea Solid Steel.

## Artiști
- Ammoncontact
- Amon Tobin
- Andreya Triana
- Ape School
- Blockhead
- Bonobo
- The Bug
- The Cinematic Orchestra
- Coldcut
- Cougar
- Daedelus
- The Death Set
- Deco Child
- DJ Food
- DJ Kentaro
- DJ Vadim
- Dorian Concept
- Emika
- Eskmo
- FaltyDL
- Fink
- Floating Points
- Funki Porcini
- Grasscut
- Grey Reverend
- The Heavy
- The Herbaliser
- Hexstatic
- Hot Sugar
- Igor Boxx
- Infesticons
- Illum Sphere
- The Invisible
- Jaga Jazzist
- Jesse Boykins III & Melo-X
- Jono McCleery
- Juice Aleem
- Kid Koala
- King Cannibal
- King Midas Sound
- Letherette
- Loka
- The Long Lost
- Lorn
- Lou Rhodes
- Machinedrum
- Max And Harvey
- Mr. Scruff
- Neotropic
- Plug
- Poirier
- Pop Levi
- The Qemists
- Raffertie
- Shuttle
- Skalpel
- Slugabed
- Spokes
- Starkey
- Stateless
- Thunderheist
- Toddla T
- Wagon Christ
- XRABIT + DMG$
- Yppah
- Zero dB
- 9 Lazy 9